# Округ Сан Џасинто (Тексас)
Округ Сан Џасинто (енгл. San Jacinto County) је округ у америчкој савезној држави Тексас. По попису из 2010. године број становника је 26.384.

## Демографија
Према попису становништва из 2010. у округу је живело 26.384 становника, што је 4.138 (18,6%) становника више него 2000. године.
| Група             | 2000.          | 2010.          |
| Белци             | 17.972 (80,8%) | 20.204 (76,6%) |
| Афроамериканци    | 2.813 (12,6%)  | 2.710 (10,3%)  |
| Азијати           | 63 (0,3%)      | 123 (0,5%)     |
| Хиспаноамериканци | 1.084 (4,9%)   | 2.880 (10,9%)  |
| Укупно            | 22.246         | 26.384         |